# Megaselia mucronifera
Megaselia mucronifera är en tvåvingeart som beskrevs av Borgmeier 1967. Megaselia mucronifera ingår i släktet Megaselia och familjen puckelflugor. Inga underarter finns listade i Catalogue of Life.